# Мирзеханов, Велихан Салманханович
Велиха́н Салманха́нович Мирзеха́нов (род. 10 декабря 1962, село Ичин, Сулейман-Стальский район, ДАССР, СССР) — российский историк, заместитель директора по научной работе, заведующий отделом Истории Европы XVIII-XIX вв. Института всеобщей истории РАН (ИВИ РАН), руководитель Центра по изучению XIX века ИВИ РАН, профессор кафедры зарубежного регионоведения и внешней политики ИАИ Российского государственного гуманитарного университета (РГГУ), профессор факультета глобальных процессов Московского государственного университета им. М. В. Ломоносова (МГУ) (с 2011 г.), эксперт Национального исследовательского университета Высшая школа экономики, с 12 мая 2016 по 6 июля 2016 г. — временно исполняющий обязанности директора Института научной информации по общественным наукам РАН (ИНИОН РАН). С начала 2017 г. — главный редактор журнала ИНИОН РАН «Россия и современный мир». 

## Биография
В 1984 году окончил Саратовский государственный университет имени Н. Г. Чернышевского.
В 1988 году защитил кандидатскую диссертацию «Подлинный заирский национализм: теория и практика», в 2001 году — докторскую диссертацию «Интеллектуалы, власть и общество в Чёрной Африке: На материалах франкоязычных стран региона в последней трети XX в.». В 2003 году присвоено звание профессора.
Дважды избирался на должность декана исторического факультета СГУ им. Н. Г. Чернышевского. В апреле 2006 года был снят с должности ректором Л. Ю. Коссовичем (согласно ряду источников, увольнение имело политические причины).

## Научная деятельность
Велихан Салманханович являлся:
- 1994-1997 гг. — директором программы Европейского Союза Tempus TACIS T-JЕР 08501-94 «Социальные науки: междисциплинарный подход»
- 1998-2008 гг. — деканом исторического факультета СГУ
- 2000-2002 гг. — директором «Проекта поддержки и развития кафедры истории нового и новейшего времени СГУ им Н. Г. Чернышевского в сотрудничестве с Институтом всеобщей истории Российской Академии Наук» Мегапроекта «Развитие образования в России» Института «Открытое общество»[10].
- 2003-2005 гг. — директором международной летней школы «История Российской империи – преодолевая недостатки национальных и региональных нарративов»[11]
- 2003-2009 гг. — директором Саратовского филиала ИВИ РАН
- 2001-2010 гг. — научным директором Саратовского Межрегионального института общественных наук, проект «Феноменология власти: государство, общество и индивидуальная судьба (опыт России и мира)» в рамках Программы «Межрегиональные исследования в общественных науках», осуществляемой АНО «ИНО-Центр (Информация. Наука. Образование.)», Министерством образования РФ, Институтом перспективных российских исследований им. Кеннана (США), Корпорацией Карнеги в Нью-Йорке (США), Фондом Джона Д. и Кэтрин Т. МакАртуров (США)

## Избранные труды
- Мирзеханов В. С. Интеллектуалы, власть и общество в Черной Африке // Высоцкая Н. И., Гомаа А. Э., Ирхин Ю. В.,  Мирзеханов В. С. и др. Общественная мысль в независимой Африке. — М.: Институт Африки РАН, 2000. — С. 37-67. — ISBN 5-201-04720-3.
- Мирзеханов В. С. Одиссея власти в Африке: власть про-тив «разумного правления» / Высоцкая Н. И., Гомаа А. Э., Ирхин Ю. В.,  Мирзеханов В. С. и др. Общественная мысль в независимой Африке. — М.: Институт Африки РАН, 2000. — С. 282-296. — ISBN 5-201-04720-3.
- Мирзеханов В. С. Кризис «идеологии развития»: некоторые размышления о политике структурной перестройки в Африке // Горбачев М. С., Красильников В. Г., Мирзеханов В. С., Примаков Е. М., Хорос В. Г. и др. Постиндустриальный мир и Россия. — М.: Эдиториал УРСС, 2001. — С. 334-340. — ISBN 5-8360-0188-X.
- Мирзеханов В. С. Интеллектуалы, власть и общество в Черной Африке / Рос. акад. наук. Ин-т всеобщ. истории, Сарат. гос. ун-т им. Н. Г. Чернышевского. — М.: ИВИ РАН, 2001. — 245 с. — ISBN 5-94067-031-8.
- Мирзеханов В. С. От истории имперской к истории национальной: Особенности развития османского государства в новое время. — Саратов: Изд-во Сарат. ун-та. 2002. — 72 с. — ISBN 5-292-02956-4.
- Мирзеханов В. С. Духовная культура и развитие в глобализирующемся мире: видение африканцев. — Саратов: Наука, 2007. — 124 с. — ISBN 978-5-91272-350-6.
- Мирзеханов В. С. Власть, демократия и «разумное правление» в переходных обществах // Логос. — 2003. — № 4—5. — С. 195-205.
- Мирзеханов В. С. Мерцания идентичности // Индивидуальное и коллективное в истории. Материалы международной конф. — Саратов: Изд-во Сарат. ун-та, 2004. — С. 52-59.
- Мирзеханов В. С. Введение. XIX век в мировой истории: проблемы, подходы, модели времени // Непомнин О. Е., Миллер А. И., Мирзеханов В. С., Ревякин А. В. и др. Всемирная история в шести томах. Том 5. Мир в XIX веке: на пути к индустриальной цивилизации / Отв. ред. В. С. Мирзеханов. — М.: Наука, 2014. — С. 5-20. — ISBN 978-5-02-036725-8, 978-5-02-038057-8.
- Мирзеханов В. С. Заключение. Мир в XIX веке: исторические сдвиги и обращенность в будущее // Непомнин О. Е., Миллер А. И., Мирзеханов В. С., Ревякин А. В. и др. Всемирная история в шести томах. Том 5. Мир в XIX веке: на пути к индустриальной цивилизации / Отв. ред. В. С. Мирзеханов. — М.: Наука, 2014. — С. 845-860. — ISBN 978-5-02-036725-8, 978-5-02-038057-8.
- Мирзеханов В. С. (ответственный редактор) Всемирная история в шести томах. Т. 5. Мир в XIX веке: на пути к индустриальной цивилизации. — М.: Наука, 2014. — 965 с. — ISBN 978-5-02-036725-8, 978-5-02-038057-8.
- Мирзеханов В. С. Европейцы в колониях: стиль жизни и особенности менталитета // Вестник РГГУ. Сер. «Международные отношения. Зарубежное регионоведение». — 2014. — № 18 (140). — С. 38-53.
- Мирзеханов В. С. Идея превосходства и расовая иерархия во французской колониальной культуре // Электронный научно-образовательный журнал «История». — 2015. — Вып. 4 (27): Учeные,  знания и власть в колониальных и континентальных империях. — С. 115-128.
- Мирзеханов В. С. XIX век в мировой истории (к выходу V тома «Всемирной истории») // Новая и новейшая история. — 2015. — № 4. — С. 3—19.
- Мирзеханов В. С. Институциональные метаморфозы в российских университетах или почему так важны академические свободы? // Историческая экспертиза. — 2016. — № 2. — С. 99—105.
- Мирзеханов В. С. Российско-немецкие интеллектуальные связи в зеркале новых исследований // Диалог со временем. — М.: ИВИ РАН, 2016. — № 57. — С. 371—383.